# Sinuapa
Sinuapa (uit het Nahuatl: "In het water van de kanaries") is een gemeente (gemeentecode 1416) in het departement Ocotepeque in Honduras.
Het dorp ligt ten noorden van Ocotepeque. Tussen beide plaatsen stroomt de river Sinuapa.
Van 15 juni 1934 tot 17 september 1935 was Sinuapa de tijdelijke hoofdplaats van het departement, omdat Ocotepeque door een overstroming van de rivier Marchala was verwoest.

## Bevolking
De bevolking is als volgt verdeeld:
| Vrouwen | 4715 | 50,3% |
| Mannen  | 4656 | 49,7% |

## Dorpen
De gemeente bestaat uit twaalf dorpen (aldea), waarvan het grootste qua inwoneraantal: Sinuapa (code 141601).